# Mass Effect 2
Mass Effect 2 là một trò chơi hành động nhập vai phát triển bởi BioWare và được xuất bản bởi Electronic Arts cho Microsoft Windows, Xbox 360 và PlayStation 3. Trò chơi được phát hành cho Microsoft Windows và Xbox 360 vào ngày 26 tháng 1 năm 2010 và cho PlayStation 3 vào ngày 18 tháng 1 năm 2011. Đây là chương thứ hai trong bộ ba trò chơi điện tử của Mass Effect.
Cách chơi trong Mass Effect 2 được ảnh hưởng bởi quyết định của người chơi từ Mass Effect gốc. Nhiều khía cạnh của trò chơi đã được thay đổi và tinh chế, bao gồm một hệ thống túi đồ phức tạp và việc loại bỏ Mako và đi thang máy. Đối thoại với AI đã được chỉnh sửa cho đậm chất điện ảnh hơn và người chơi có thể sử dụng một hệ thống gián đoạn bối cảnh nhạy cảm. Trong chiến đấu, người chơi có đạn dược và hồi máu tự động.
Sau các sự kiện của Mass Effect, phi thuyền Normandy bị tấn công bởi một phi thuyền bí ẩn và Tư lệnh Shepard bị giết. Cơ thể của Shepard được thu hồi và anh/cô được hồi sinh bởi Cerberus, một tổ chức cực đoan của con người được lãnh đạo bởi Illusive Man. Shepard cuối cùng biết rằng Reapers là kẻ chịu trách nhiệm và hoạt động gián tiếp thông qua một chủng tộc giống côn trùng gọi là Collector, kẻ trách nhiệm cho sự biến mất của các thuộc địa của con người trong suốt thiên hà. Shepard phải tuyển dụng và đạt được sự trung thành của một đội ngũ đa dạng để đánh bại Collector trong một nhiệm vụ tự sát.
Một thành công quan trọng và thương mại, Mass Effect 2 bán được hơn 2.000.000 bản trên toàn thế giới trong tuần đầu tiên phát hành và nhận được sự hoan nghênh phổ quát . Hiện nay, Mass Effect 2 là trò chơi hay nhất thứ ba cho Xbox 360 và xếp thứ 14 trong các trò chơi của mọi thời đại, theo GameRankings . Trò chơi cũng nắm giữ số điểm hoàn hảo trên 70 và có điểm trung bình là 96 cho Xbox 360 và 94 cho PC và PS3 bởi Metacritic . Trong tháng 7 năm 2011, IGN xếp Mass Effect 2 là trò chơi hay nhất của thế hệ console hiện đại (2005 - hiện tại) . Trong năm 2010, trò chơi cũng nằm trong 1001 Video Games You Must Play Before You Die .

## Lối chơi
Quyết định nhất định được thực hiện bởi người chơi ở Mass Effect gốc có tác động đến Mass Effect 2 trong một số hình thức này hay cách khác . Khi bắt đầu một trò chơi mới, người chơi được đưa ra một lựa chọn để nạp file lưu của Mass Effect gốc. Nếu chọn nạp file lưu, một bản tóm tắt của mỗi file lưu sẽ được đưa ra để giúp người chơi quyết định nên sử dụng file lưu nào . Tư lệnh Shepards trong file lưu có thể được bắt đầu lại từ đầu nếu muốn.
Sự lựa chọn của người chơi trong suốt trò chơi sẽ có ảnh hưởng đến sự sống sót của Shepard trong nhiệm vụ chính cuối cùng của Mass Effect 2. Trong khi khám phá, tuyển mộ các thành viên của đội và săn lùng Collectors, người chơi có thể thu thập tin tình báo của đối phương và các tài nguyên để mua các nâng cấp khác nhau cho các Normandy vốn sẽ có ảnh hưởng đến nhiệm vụ cuối cùng . Nếu Shepard của người chơi chết vào cuối trò chơi, file lưu này sẽ không thể được nạp vào Mass Effect 3 . Người chơi cũng phải làm các nhiệm vụ để đạt được sự trung thành của các đồng đội nhằm mở khóa khả năng đặc biệt và sự sống sót của họ trong trận chiến cuối cùng. Kết thúc của Mass Effect 2 bao gồm việc toàn bộ thành viên trong đội sẽ sống sót hoặc bị giết, và tất cả mọi thứ ở giữa .
Các hành tinh chưa khám phá mà người chơi có thể dùng để có được "cảm giác mạnh" trong trò chơi gốc sẽ nhỏ hơn nhưng nhiều chi tiết hơn . Mako, vốn được sử dụng để thăm dò hành tinh trong Mass Effect sẽ không có mặt trong Mass Effect 2 , mà thay vào đó là một tàu con thoi được sử dụng để trực tiếp vận chuyển người chơi đến khu vực trọng tâm ngay lập tức , Đi thang máy, vốn được sử dụng để che thời gian tải trong Mass Effect gốc đã được gỡ bỏ hoàn toàn, thay thế bằng màn hình loading .
Trong đối thoại với AI, vị trí của máy ảnh đã được cải thiện. Thay vì chỉ đứng yên như trước đây, giờ đây máy ảnh được di chuyển xung quanh để cung cấp một cái nhìn điện ảnh . Một tính năng mới trong khi đàm thoại là hệ thống gián đoạn, nghĩa là ngoài các tùy chọn đối thoại Paragon, Renegade và trung lập, Shepard có thể gián đoạn cuộc trò chuyện khi gợi ý xuất hiện trên màn hình .

Khi người chơi bắt đầu mất máu, một hình nhẫn màu đỏ sẽ bắt đầu hình thành xung quanh màn hình. Đạn dược cũng được hiển thị ở góc dưới bên trái. Cả hai đều là các tính năng mới so với Mass Effect gốc.

### Chiến đấu
Chiến đấu trong Mass Effect 2 đã được thay đổi so với Mass Effect gốc. Người chơi sẽ không còn bị phụ thuộc vào medi-gel mà thay vào đó, họ có khả năng tự hồi máu và chỉ cần sử dụng medi-gel để làm sống lại đồng đội bị thương . Khả năng bắn thử một loại vũ khí không còn dựa trên hệ thống quá nóng, thay vào đó, đạn dược được sử dụng . Đạn dược rất phổ quát trên hầu hết các loại vũ khí tiêu chuẩn, không giống như ở hầu hết các trò chơi góc nhìn người thứ ba khác, khi mà các vũ khí khác nhau đòi hỏi các loại đạn dược cụ thể .
Có 19 loại vũ khí khác nhau được chia thành sáu loại trong Mass Effect 2, ít hơn so với Mass Effect gốc . Lựu đạn được thay thế bằng các khả năng như "Inferno Grenade"  và súng tiểu liên được thêm vào như là một lớp vũ khí. Nhân vật không còn phải đầu tư vào kỹ năng sử dụng vũ khí mà thay vào đó, họ được cho một loại vũ khí cụ thể dựa trên lớp nhân vật và có thể dễ dàng nâng cấp đầy đủ. Nghiên cứu có thể được thực hiện cho việc nâng cấp sát thương, số lượng đạn, và độ chính xác của vũ khí. Hạn chế về áo giáp đã được loại bỏ  và người chơi có thể nâng cấp áo giáp của họ thông qua nghiên cứu và mua các thành phần hoán đổi.

## Nội dung

### Cốt truyện
Mass Effect 2 bắt đầu vài tuần sau kết thúc của trò chơi gốc. Trong khi tuần tra sự hiện diện của geth, tàu Normandy bị tấn công bởi một phi thuyền bí ẩn, và nhiều thành viên phi hành đoàn chết, bao gồm Người chỉ đường Pressly. Những người còn sống sót của phi hành đoàn do đó buộc phải sơ tán. Trong lúc di tản, Shepard đưa Joker vào khoang thoát hiểm cuối cùng của Normandy trước khi bị thổi bay vào không gian. Do bộ đồ bị hở, Shepard chết vì ngạt thở và cơ thể của anh/cô rơi vào quỹ đạo của một hành tinh gần đó. Với sự giúp đỡ của Liara T'Soni, cơ thể của Shepard được phục hồi bởi một tổ chức cực đoan của con người là Cerberus và được đưa vào "Dự án Lazarus," với mục đích là sự hồi sinh của Shepard. Sau khi hồi sinh, Shepard tỉnh dậy trên một trạm không gian bị bao vây, và trốn thoát với sự giúp đỡ của đặc vụ Cerberus là Jacob Taylor và người đứng đầu dự án Lazarus là Miranda Lawson. Ngay sau đó, Shepard được cho tiếp xúc với Illusive Man, người đứng đầu của Cerberus.

Tư lệnh Shepard gặp Illusive Man sau khi thoát khỏi trạm không gian bị bao vây của Cerberus. Kết thúc của Mass Effect 2 bị ảnh hưởng bởi việc người chơi có chọn hợp tác với Illusive Man hay không.

Illusive Man thông báo cho Shepard biết việc dân số của một số thuộc địa của con người đang biến mất với Reapers dường như là kẻ trách nhiệm và làm việc thông qua một chủng tộc giống côn trùng được gọi là Collectors. Shepard sau đó đồng ý với giả thuyết của Illusive Man sau khi đi thăm dò một thuộc địa mới bị tấn công là Freedom's Progress và đồng ý để giúp ông ta ngăn chặn Collectors bằng cách vược qua Omega-4 Relay, nơi mà chưa có tàu không gian nào quay về được. Shepard được quyền chỉ huy một Normandy mới, lái bởi Joker và được trang bị với một AI tên là EDI.
Shepard tiếp tục tuyển mộ thêm ba thành viên là nhà khoa học người salarian Mordin Solus, cựu đồng đội Garrus Vakarian, một tù nhân có khả năng biotic là Jack, và krogan biến đổi gen Grunt - trước khi nhận được thông tin từ Illusive Man rằng một thuộc địa khác của con người là Horizon đang bị tấn công. Mặc dù có sự xuất hiện của Harbinger, một Reaper mạnh mẽ với khả năng nắm quyền kiểm soát trực tiếp một Collectors ngẫu nhiên theo ý muốn, Shepard vẫn thành công trong việc ngăn chặn cuộc tấn công, mặc dù một phần lớn dân số của thuộc địa bị bắt đi. Shepard cũng gặp lại đồng đội cũ là Kaidan Alenko hoặc Ashley Williams, người quay lưng lại với Shepard do liên minh của anh/cô với Cerberus.
Shepard tiếp tục tuyển dụng, thêm ba thành viên mới - cựu đồng đội Tali'Zorah, Justicar người asari Samara hoặc con gái Morinth tùy thuộc vào sự lựa chọn của người chơi, và sát thủ người drell Thane Krios - cho đến khi Illusive Man liên lạc với Shepard về một con tàu của Collectors được cho là vô hiệu hóa bởi turians. Khi Shepard bước lên con tàu, họ ngạc nhiên khi không gặp phải sự chống cự của Collector, và Shepard biết rằng Collector là người Prothean bị biến thành nô lệ bởi Reapers. Với sự giúp đỡ của EDI, Shepard phát hiện ra cách vược qua Omega-4 Relay trước khi bị phục kích bởi Collector. Mặc dù Shepard và Normandy trốn thoát được, quan hệ giữa Shepard và Illusive Man trở nên căng thẳng do việc Illusive Man biết trước về cái bẫy của Collector.
Sau khi có được sự trung thành của các thành viên trong đội, Shepard viếng thăm một Reaper bỏ hoang để lấy IFF cần thiết cho việc di chuyển an toàn qua Omega-4 Relay, và sau đó có được một geth bị bất tỉnh. Nếu được kích hoạt, geth sẽ nhận tên Legion và tự nguyện tham gia vào nhóm. Ngay sau đó, Normandy tích hợp IFF vào hệ thống của mình trong khi Shepard và cả nhóm tạm rời đi trong tàu con thoi. Với sự vắng mặt của họ, Normandy bị tấn công bởi Collector và chỉ có Joker là không bị bắt đi.
Sau khi trở về Normandy, Shepard quyết định sử dụng Omega-4 Replay để tới căn cứ của Collector. Khi vượt qua được, cả nhóm hạ cánh lên căn cứ của Collector, giải thoát các thành viên còn sống sót của các Normandy và chiến đấu theo cách của họ đến buồng trung tâm. Các thành viên trong nhóm sống sót hoặc bị chết tùy thuộc vào lòng trung thành của họ, các nâng cấp của Normandy và việc lựa chọn các thành viên cụ thể để thực hiện các nhiệm vụ nhất định. Trong buồng trung tâm, Shepard phát hiện ra rằng Collector đang xây dựng một Reaper mới được làm từ con người bị bắt cóc, mặc dù EDI không chắc chắn về mục đích thực sự của nó. Shepard phá hủy máy tạo năng lượng cho Reaper con người và chuẩn bị tiêu diệt căn cứ. Tuy nhiên, Illusive Man bỗng liên lạc với Shepard và ra lệnh khử trùng căn cứ với một xung bức xạ để thông tin của nó có thể được sử dụng để chống lại các Reapers. Sau khi lựa chọn tiêu diệt hoặc khử trùng căn cứ, Shepard tiêu diệt ấu trùng human-reaper và nếu đủ đồng đội sẽ thoát ra khỏi căn cứ. Nếu không, Shepard sẽ chết nhưng BioWare tuyên bố kết thúc này là không chính thức, và trong Mass Effect 3 người chơi không thể nạp file lưu này vào.
Trên Normandy, Shepard nói chuyện với Illusive Man, người ca ngợi hoặc lên án quyết định của Shepard. Khi Shepard gặp gỡ với những người sống sót trong khoang hàng hóa của Normandy, Joker đưa cho anh/cô sơ đồ của một Reaper. Nhân loại giờ đậy đã có được sự chú ý của Reaper, những kẻ đang thức dậy trong không gian tối và chuẩn bị tiến vào thiên hà, mở đầu cho các sự kiện của Mass Effect 3.

### Nhân vật
Ngoài các nhân vật được liệt kê ở trên, Mass Effect 2 cũng có 2 nhân vật DLC có thể được sử dụng như là thành viên trong nhóm. Đầu tiên là Zaeed Massani, một thợ săn tiền thưởng được tuyển mộ trên Omega, và thứ hai là Kasumi Goto, một siêu trộm được tuyển mộ trên Citael.

### Nội dung tải về
Mass Effect 2 có một loạt các nội dung tải về (DLC), bao gồm Lair of the Shadow Broker và Arrival, vốn rất quan trọng đến cốt truyện của bộ ba Mass Effect. Trong Lair of the Shadow Broker, nhiệm vụ phụ Shadow Broker trong Mass Effect 2 gốc được giải quyết. Trong Arrival, Tư lệnh Shepard điều tra bằng chứng về cuộc xâm lược của Reaper, kết nối đến Mass Effect 3.
Các DLC cốt truyện khác có liên quan bao gồm nhiệm vụ trung thành "Zaeed - The Price of Revenge" và "Kasumi - Stolen Memory", Normandy Crash Site, Firewalker Pack và Overlord. "Overlord", "Lair of the Shadow Broker" và "Kasumi: Stolen Memory" đều có sẵn trên phiên bản PS3 của Mass Effect 2.
| Nội dung tải về              |
| ---------------------------- |
| Lair of the Shadow Broker    |
| Arrival                      |
| Zaeed - The Price of Revenge |
| Kasumi - Stolen Memory       |
| Normandy Crash Site          |
| Firewalker Pack              |
| Overlord                     |

"Lair of the Shadow Broker" và "Arrival" đều không tương thích với phiên bản Mass Effect 2 của Ba Lan, Séc và Hungary.

## Phát triển
Phát triển của Mass Effect 2 đã được khẳng định vào ngày 13 tháng 2 năm 2008  Trò chơi không được trình bày tại Electronic Entertainment Expo năm 2008 . Ngày 3 tháng 2 năm 2009, Giám đốc điều hành của Electronic Arts là John Riccitiello đã xác nhận trong một cuộc gọi hội nghị với các nhà đầu tư rằng Mass Effect 2 sẽ được phát hành vào ngày 26 tháng 1 năm 2010 trên nhiều hệ máy .
Ngày 2 tháng 3 năm 2009, BioWare và Electronic Arts đã công bố 1 đội ngũ phát triển mới có hiệu lực của Mass Effect 2 đã được thiết lập để làm việc tại phòng thu EA Montreal . Nhiệm vụ chính của nhóm của là để bổ sung cho đội đã làm việc trên trò chơi, với khoảng một nửa của đội đã làm việc trên Mass Effect gốc cùng với các nhân viên khác mới tuyển . Nhà đồng sáng lập và Giám đốc điều hành của BioWare là Ray Muzyka nói nhóm nghiên cứu là "thực sự vui mừng về điều này, và chúng tôi nghĩ rằng điều này sẽ là một cơ hội rất lớn để khai thác vào cơ sở tài năng tại Montreal, trong khi bổ sung đội hiện tại của chúng tôi ở Edmonton và Austin, vốn đang làm một số công cụ tuyệt vời hơn tất cả các dự án khác mà BioWare đang làm .
Sau đó một tháng, Mass Effect 2 được thể hiện tại Hội nghị Phát triển Game, Muzyka và Giám đốc điều hành Greg Zeschuk tiết lộ rằng BioWare đang sử dụng internet, phản hồi nội bộ và fan hâm mộ để cải thiện loạt game . Ngày hôm sau, BioWare đã nói về của quá trình thiết kế mới của trò chơi .
Vào tháng 6 năm 2009, Mass Effect 2 cuối cùng đã được trình bày tại E3 . Các tính năng mới đã được thể hiện và lần đầu tiên, người hâm mộ đã thể hiện một bản demo hướng dẫn.

### Sự khác biệt trên hệ Console
Không giống như Mass Effect gốc, Mass Effect 2 có hai đĩa. Mặc dù trước đây đã được thông báo rằng chỉ có một đĩa thay đổi được yêu cầu trên Xbox 360, BioWare sau đó tiết lộ rằng một đĩa thay đổi thứ hai là yêu cầu trong cấp độ cuối cùng của trò chơi . Đối với người dùng Windows, cả hai đĩa được yêu cầu để cài đặt trò chơi, nhưng chỉ đĩa đầu tiên là cần thiết để chơi game. Sau ví dụ của Dragon Age: Origins, phiên bản PC của Mass Effect 2 không sử dụng phần mềm quản lý quyền kỹ thuật số SecuRom, nhưng thay vào đó là opts cho kiểm tra đĩa tiêu chuẩn . Phiên bản PlayStation 3 sử dụng engine tương tự với cái mà nhà phát triển đang sử dụng cho Mass Effect 3, chứ không phải là của phiên bản Windows và Xbox 360 . Không giống như phiên bản Xbox 360 của trò chơi, phiên bản PS3 có thể phù hợp trên đĩa Blu-ray và do đó không yêu cầu bất kỳ sự thay đổi đĩa nào.
Bởi vì Mass Effect gốc không được phát hành cho PS3, Bioware đã phối hợp với Dark Horse Comics, để tạo ra truyện tranh tương tác Mass Effect: Genesis. Bộ truyện này giúp cho người chơi hiểu cốt truyện và thực hiện 6 quyết định quan trọng từ trò chơi gốc mà sẽ ảnh hưởng đến kinh nghiệm của người chơi trong Mass Effect 2 (cũng như Mass Effect 3) . Hiện nay bộ truyện có sẵn như một DLC 1 cho tất cả ba hệ máy .

### Âm thanh
Mass Effect 2 được lồng tiếng bởi 90 diễn viên với hơn 546 nhân vật và nói chuyện với hơn 25.000 dòng đối thoại  Mark Meer, diễn viên lồng tiếng cho nam Tư lệnh Shepard, cho biết rằng ghi âm giọng nói cho trò chơi mất gần gấp đôi thời gian của Mass Effect gốc .
Âm nhạc cho Mass Effect 2 được sáng tác bởi Jack Wall, cũng như Sam Hulick, David Kates, và Jimmy Hinson chỉnh sửa bổ sung và thực hiện trong trò chơi bởi Brian DiDomenico . Soundtrack của trò chơi được phát hành vào ngày 19 tháng 1 năm 2010 .

## Phát hành
Mass Effect 2 được phát hành ở Bắc Mỹ và châu Âu vào ngày 26 tháng 1 năm 2010 và tại Úc vào ngày 28 tháng 1 cho cả Xbox 360 và PC. Ban đầu, trò chơi đã được lên kế hoạch là độc quyền cho Xbox 360 , nhưng tại Hội nghị Phát triển Game ở châu Âu vào ngày 17 tháng 8 năm 2010, BioWare đã xác nhận kế hoạch để phát hành trò chơi trên PlayStation 3. Về việc Mass Effect gốc sẽ được phát hành trên PlayStation 3, Microsoft trả lời: "Xbox 360 là nơi duy nhất để có được kinh nghiệm Mass Effect đầy đủ" .

### Tiếp thị

Ảnh bìa nghệ thuật cho phiên bản Collector's Edition của Mass Effect 2

Trailer teaser đầu tiên cho Mass Effect 2 được phát hành vào ngày 20 tháng 2 năm 2009 . Trong đoạn trailer, Tư lệnh Shepard được tuyên bố là "chết trong chiến đấu". Ngày 29 tháng 5, trailer đầy đủ đầu tiên cho trò chơi được phát hành . Nó khẳng định rằng, mặc dù tin đồn ngược lại, Shepard sẽ còn sống và có thể được chơi ở Mass Effect 2 và chỉ ở cuối của trò chơi, anh/cô mới có thể chết vĩnh viễn . Trong những tháng trước khi trò chơi, BioWare đưa ra sáu hướng dẫn chơi cho các lớp nhân vật được thuật lại bởi Christina Norman  và phát hành một trailer điện ảnh cuối cùng 
Mass Effect 2 được phát hành trong nhiều ấn bản. Cùng với phiên bản thông thường, BioWare cũng phát hành một ấn bản sưu tập và một phiên bản kỹ thuật số sang trọng, mỗi trong số đó bao gồm nội dung bổ sung và các mục mở khóa. Phiên bản kỹ thuật số cao cấp độc quyền có sẵn thông qua Impulse, cửa hàng trực tuyến của EA và Steam .
Để thúc đẩy Mass Effect 2, BioWare cung cấp các bổ sung trong trò chơi với việc mua các sản phẩm đặc biệt cho những người chơi liên kết gamertags của họ vào trang web của EA . Người chơi có thể mua lại các mã số đặc biệt đánh dấu trên sản phẩm của Dr Pepper cho một trong ba chiếc mũ và các vật đội đầu khác và bản sao đăng ký của Dragon Age: Origins cho Armor Blood Rồng Blood Dragon Armor . Nếu trò chơi được đặt mua trước tại GameStop hoặc Play.com, người chơi nhận được Terminus Armor và M-490 Blackstorm Heavy Weapon. Nếu trò chơi được đặt mua trước tại các nhà bán lẻ khác, người chơi sẽ nhận được Inferno Armor và Collector Assault Rifle . Người mua phiên bản sưu tập sẽ nhận được Collector Armor và Collector Assault Rifle.
Một Cerberus Network Card với một mã số truy cập đặc trưng đã được bao gồm với tất cả các bản sao mới của Mass Effect 2. Thẻ này cho phép người chơi tải về một số gói DLC miễn phí và cung cấp truy cập vào Cerberus Daily News, cập nhật cho người chơi với các sự kiện hiện tại trong vũ trụ Mass Effect . Vì những mã này chỉ làm việc một lần, người mua các bản sao được sử dụng phải mua truy cập vào Cerberus Network với giá 15 đô la Mỹ hoặc 1200 MS/điểm BioWare . Ngày 24 tháng 1 năm 2011, BioWare thông báo Cerberus Daily News sẽ không tiếp tục cập nhật. Nó bao gồm các quy định bài viết mới sẽ tiếp tục trong vài tuần trước khi phát hành Mass Effect 3 và một tuần trước khi phát hành bản DLC Arrival vào tháng 3 năm 2011 .

### Đánh giá
Mass Effect 2 khi được phát hành đã nhận đánh giá về phổ quát là tích cực. Trong đợt phát hành đầu tiên, trò chơi đã nhận được điểm đánh giá hoàn hảo từ các nhà xuất bản của làng game như Eurogamer , Official Xbox Magazine UK  TeamXbox, và Hardcore Gamer Magazine . Ngày 14 tháng 4 năm 2011, trang web Metacritic xếp hạng phiên bản Xbox 360 đứng thứ 4 trong những trò chơi dược đánh giá cao nhất của mọi thời đại, với điểm trung bình là 96/100 . Các phiên bản PC và PS3 giữ điểm số trung bình là 94/100 . Nhận xét đã ca ngợi nhiều khía cạnh của trò chơi, đặc biệt là những cải tiến của nó so với Mass Effect gốc. Nhà phê bình Daniel Acaba của GamingExcellence đã viết rằng Mass Effect 2 "cải thiện từ người tiền nhiệm của nó trong hầu hết các khía cạnh"  và Worth Playing gọi nó là "một sự cải tiến hơn bản gốc bằng mọi điều" .
Lối chơi trong Mass Effect 2 được khen ngợi về khả năng tiếp cận của nó mặc dù là một trò chơi nhập vai phức tạp. Eurogamer, trong một nhà đánh giá cho trò chơi số điểm hoàn hảo, tuyên bố rằng BioWare đã thành công trong "making it effortless to understand, play and enjoy on a constant basis, because it has done this in a manner that should prove utterly essential to veterans and newcomers alike" . Các trang web khác cũng lặp lại những nhận xét này; lấy ví dụ, Games Radar (trong nhà) cho biết Mass Effect 2 "strikes a perfect balance between intense shooter action and gut-wrenching drama"  and MEGamers called the combat "brilliant". Tuy nhiên, một số nhận xét bày tỏ sự thất vọng với lối chơi, gọi nó "tước xuống" với một "dumbed-down feeling" .
Đồ họa trong Mass Effect 2 đã được ca ngợi cho sự cải thiện so với trò chơi gốc. Level7.nu, vốn cho trò chơi số điểm hoàn hảo, đã gọi Mass Effect 2 là cột mốc quan trọng trong thiết kế trò chơi . Họ chú ý đặc biệt đến việc thiếu các vấn đề kỹ thuật, và một engine đồ họa được cải thiện. GamePro cũng ấn tượng bởi đồ họa của trò chơi, gọi là "tuyệt đẹp" và ca ngợi những chi tiết của nó .
IGN cho Mass Effect 2 điểm hoàn hảo cho âm thanh, kêu gọi cả diễn xuất bằng giọng nói và âm nhạc là xuất sắc. Trình diễn của Martin Sheen được gọi là "steal[ing] the show" . Gamespot cũng ca ngợi đối thoại và diễn tả giọng nói, gọi dàn diễn viên lồng tiếng là "to lớn" .

### Giải thưởng
Trong năm 2010, Mass Effect 2 đã giành nhiều giải thưởng cuối năm, bao gồm Best Xbox 360 Game tại Spike Video Game Awards , AIAS, BAFTA , GameTrailers  và IGN, mỗi bên gọi nó về tổng thể là trò chơi hay nhất của năm 2010. Trò chơi cũng thắng 2 giải Golden Joystick Award - RPG hay nhất và trò chơi tổng thể hay nhất - dược bầu chọn bởi công chúng . Nhân vật, âm nhạc, câu chuyện, giọng lồng tiếng, đồ họa và văn bản của nó cũng thắng giải.
Mass Effect 2  tiếp tục được ca ngợi nhiều tháng sau khi phát hành. Năm 2011, IGN xếp hạng trò chơi là số một trong bài viết "Top 100 Modern Video Games"  Bài viết này cũng thông báo rằng trò chơi sẽ được đặt trong triển lãm Nghệ thuật của Trò chơi điện tử trong Bảo tàng Nghệ thuật Mỹ Smithsonian . Tính đến ngày 10 tháng 7 năm 2011, trò chơi đã tích lũy hơn 70 điểm đánh giá hoàn hảo, khiến nó là trò chơi được đánh giá cao nhất trong lịch sử 28 năm của EA Games .

## Vấn đề kỹ thuật
Đã có khiếu nại rằng kích thước phông chữ của trò chơi đã được định dạng theo một cách khiến cho văn bản của trò chơi không thể nào đọc được trên truyền hình độ nét tiêu chuẩn . Đại diện từ BioWare đã nói rằng vấn đề là "một sự lựa chọn thiết kế, không phải là lỗi" và không "mong đợi bất kỳ quyết định hoặc sửa chữa trong tương lai gần."  Sau khi điều tra thêm về khiếu nại này BioWare phát hành một tuyên bố thừa nhận rằng "trên một số TV độ nét tiêu chuẩn văn bản nhỏ nhất trong Mass Effect 2 rất khó để đọc." . Tuyên bố cuối cùng của BioWare về vấn đề này là:

Sau khi điều tra về các độ phân giải tiềm năng, chúng tôi đã xác định rằng trong khi vấn đề này không ảnh hưởng đến một phần nhỏ của chủ sở hữu SDTV, chúng tôi không thể giải quyết nó cho Mass Effect 2 thông qua một bản cập nhật tiêu đề.

Tuy nhiên, chúng tôi đã lưu ý vấn đề này và sẽ đưa nó vào xem xét như là chúng tôi lập kế hoạch cho các trò chơi tương lai trong thương hiệu Mass Effect .
Mark Barlet, chủ tịch của trang web AbleGamers (chủ trương làm cho trò chơi dễ dàng truy cập hơn cho người khuyết tật) nói rằng "Không chỉ kích thước của văn bản Mass Effect 2 là vấn đề, mà đó là màu của văn bản" là vấn đề .
Ngoài ra còn có các vấn đề liên quan đến hỏng game, hitching video và thời gian tải dài trên các máy lõi đơn nhưng sau đó đã được giải quyết ở một trong các bản vá .
Một số người chơi Mass Effect 2 trên PS3 báo cáo rằng các tập tin lưu của họ có thể bị hỏng nếu trò chơi bị treo bất ngờ . Trưởng ban thông tin Chris Priestly của BioWare đã trả lời về vấn đề này như sau:

Just to make it clear, we are aware of this issue and are working to understand what is [occurring] and how we can fix it. If you are encountering this issue, please provide details about your PS3 and your playthrough.

Ngày 27 tháng 1 năm 2011, BioWare công bố các chi tiết đầu tiên của các bản vá sắp tới được thiết kế để chống lại lỗi lưu, trò chơi bị đóng băng và hỏng đột ngột .